# Better Than a Dream
Better Than a Dream is een lied en single gezongen door de in Georgië geboren zangeres Katie Melua van haar vijfde studioalbum Secret Symphony. Het is geschreven en opgenomen door Mike Batt. De single kwam uit op 9 maart 2012.

## Track listing
| Nr. | Titel               | Duur |
| --- | ------------------- | ---- |
| 1.  | Better Than A Dream | 3:10 |

## Historie
| Regio  | Datum        | Formaat        | Label     |
| ------ | ------------ | -------------- | --------- |
| België | 9 maart 2012 | Music download | Dramatico |